# Cantó de Valença d'Albigés
El cantó de Valença d'Albigés és un cantó francès del departament del Tarn, situat al districte d'Albi. Té 14 municipis i el cap cantonal és Valença d'Albigés.

## Municipis
- Açac
- Cadiç
- Corris
- Lo Dorn
- Faussèrgas
- Fraissinhas
- La Capèla Pinet
- Ledàs e Pentièrs
- Padièrs
- Sent Cirgue
- Sent Julian e Gaulena
- Sent Miquèl de l'Abadiá
- Trebàs
- Valença d'Albigés

## Història
| Data d'elecció                           | Identitat      | Partit | Qualitat |
| ---------------------------------------- | -------------- | ------ | -------- |
| 1982-2001                                | Pierre Bernard | PS     |          |
| 2001-                                    | André Maille   | UMP    |          |
| les dades anteriors no són pas conegudes |                |        |          |
|                                          |                |        |          |

## Demografia
| 1962  | 1968  | 1975  | 1982  | 1990  | 1999  | 2006  |
| ----- | ----- | ----- | ----- | ----- | ----- | ----- |
| 3.744 | 4.090 | 3.612 | 3.585 | 3.372 | 3.230 | 3.393 |